# Putaansaari (ö i Kajanaland, Kehys-Kainuu, lat 64,62, long 28,71)
Putaansaari är en ö i Finland. Den ligger i vattendraget mellan Niemelänjärvi och Nuottijärvi i kommunen Hyrynsalmi i den ekonomiska regionen  Kehys-Kainuu  och landskapet Kajanaland, i den centrala delen av landet, 500 km norr om huvudstaden Helsingfors. Ön är tre hektar och den största längden är 280 meter i nord-sydlig riktning.